# 아이 엠 샘 (드라마)
《아이 엠 샘》은 2007년 8월 6일부터 2007년 10월 2일까지 방송된 KBS 2TV 월화 드라마이다. 배우 양동근의 컴백 작품이자 음악그룹인 빅뱅의 멤버 T.O.P의 출연과 만화를 원작으로 하였다는 점으로 방송 전부터 주목을 받았으나, 같은 시간대 문화방송의 드라마 이산의 영향으로 호응도는 방송 시작 전과 달리 큰 반응이 없었다.
극중 나오는 교복의 디자인이 일본의 미소녀게임 《셔플!》의 교복과 비슷하다하여 표절논란이 있었다.
한편, KBS 드라마본부는 해당 드라마에 앞서 <라면 라멘>을 편성할 예정이었으나 이런저런 사정으로 무산됐다.

## 등장인물
- 양동근 : 장이산 역
- 박민영 : 유은별 역
- 손태영 : 신소이 역
- 박준규 : 유재곤 역
- 최승현 : 채무신 역
- 박채경 : 민사강 역
- 박재정 : 김우진 역
- 조향기 : 홍대리 역
- 곽지민 : 다빈 역
- 단지 : 예빈 역
- 반소영 : 효빈 역
- 이민호 : 허모세 역
- 최재환 : 한상태 역
- 박철호 : 김인설 역
- 김유빈 : 김희철 역
- 김홍식 : 박남규 역
- 최주봉 : 허덕배 역
- 주종혁 : 지선후 역
- 유태웅 : 고동술 역
- 유재훈 : 유재훈 역
- 박상현 : 박한석 역
- 신표 : 강하 역
- 김상원 - 이산 친구 역
- 진모

## 사운드트랙
- Fever

## 참고 사항
- 최승현(최무신 역)은 2016년 10월 대마초 2회, 대마 액상 2회 등 총 4회에 걸쳐 대마초를 흡연한 혐의로 징역 10개월에 집행유예 2년, 추징금 1만 2000원을 선고받아[3] KBS,MBC 출연금지 명단에 올라야 했지만 나중에 MBC에서 해금됐는데 해당 드라마의 전작 한성별곡의 담당 PD(곽정환)가 조연출로 참여한 KBS 2TV 푸른 안개 출연진에 속했던 이경영은 미성년자 성매매 탓인지 방송 3사 출연금지 명단에 올라야 했으나[4] 드라마 <배가본드>에 섭외가 확정되어[5] SBS 출연금지 명단에서 해금됐고 2014년 이후 MBC 출연금지 명단에서도[6] 풀렸다.